# Flapper3
株式会社flapper3（英文社名 flapper3 Inc.）は、東京都中央区に本社を置くクリエイティブ・スタジオ。

## 概要・沿革
flapper3は、2002年に鈴木陽太、矢向直大、中村圭一の3名で結成。2003年に萩原俊矢が、2009年に宮田洋が加入。2009年に法人化。
モーショングラフィックスを軸に、映像制作と空間演出を得意とし、エンターテインメント領域のデザインワークを主軸に据え、多様な分野のコンテンツ制作を手掛けている。

## VJ
VJソフトウェアにて映像ディレクションを担当したとともに
映像素材提供などを行っている。また、3面連動スクリーン、立方体型ヴィジョンなどの多岐にわたる映像演出を行なっている。
現在はTRES VIBES、CADISSHといったイベントを拠点とし、WOMB、ageHa、代官山AIR、club asiaなどのクラブを中心に活動しているほか、
海外へのVJ遠征も行い高い評価を得ている。
また2007年にはPSP用のゲームとして全世界で80万本以上を売り上げ、ゲーム部門各賞を総なめにした「ルミネス」シリーズの最新作「ルミネスII」に
モーションデザイナーとして参加したことや、「Salyu Tour 2007 TERMINAL」、「Micro presents PRIMARY COLOR FES 2007」、「a-nation'08」等での映像演出、
studio4℃「Genius Party」のコラボ企画でリミックスアーティストして参加など活動の場を広げている。